# WKSB
WKSB (102.7 FM) est une station de radio située à Williamsport, en Pennsylvanie. Aussi connue comme "Kiss 102.7", la station est détenue par Clear Channel Communications et joue de la musique adulte contemporaine.